# Turkish Airlines Open Antalya 2019 - Qualificazioni singolare
Le qualificazioni del singolare maschile del Turkish Airlines Open Antalya 2019 sono state un torneo di tennis preliminare per accedere alla fase finale della manifestazione. I vincitori dell'ultimo turno sono entrati di diritto nel tabellone principale. In caso di ritiro di uno o più giocatori aventi diritto a questi sono subentrati i lucky loser, ossia i giocatori che hanno perso nell'ultimo turno ma che avevano una classifica più alta rispetto agli altri partecipanti che avevano comunque perso nel turno finale.

## Teste di serie
1. Viktor Troicki (qualificato)
2. Steve Darcis (qualificato)
3. Gonçalo Oliveira (ultimo turno)
4. JC Aragone (qualificato)

1. Marc-Andrea Hüsler (ultimo turno)
2. Kevin Krawietz (qualificato)
3. Marcelo Tomás Barrios Vera (primo turno)
4. Sasi Kumar Mukund (primo turno)

## Qualificati
1. Viktor Troicki
2. Steve Darcis

1. Kevin Krawietz
2. JC Aragone

## Tabellone

### Legenda
| - Q = Qualificato - WC = Wild card - LL = Lucky loser | - ALT = Alternate - SE = Special Exempt - PR = Protected Ranking | - w/o = Walkover - r = Ritirato - d = Squalificato |

### Sezione 1
|  | Primo turno | Primo turno           | Primo turno           | Primo turno | Primo turno |  |  | Ultimo turno | Ultimo turno          | Ultimo turno | Ultimo turno | Ultimo turno |  |
|  |             |                       |                       |             |             |  |  |              |                       |              |              |              |  |
|  | 1           | Viktor Troicki        | Viktor Troicki        | 6           | 7           |  |  |              |                       |              |              |              |  |
|  | WC          | Yankı Erel            | Yankı Erel            | 1           | 5           |  |  | 1            | Viktor Troicki        | 3            | 7            | 6            |  |
|  |             | Roberto Ortega Olmedo | Roberto Ortega Olmedo | 6           | 6           |  |  |              | Roberto Ortega Olmedo | 6            | 64           | 2            |  |
|  | 8           | Sasi Kumar Mukund     | Sasi Kumar Mukund     | 2           | 1           |  |  |              |                       |              |              |              |  |

### Sezione 2
|  | Primo turno | Primo turno                | Primo turno                | Primo turno | Primo turno |  |  | Ultimo turno | Ultimo turno         | Ultimo turno         | Ultimo turno | Ultimo turno |  |
|  |             |                            |                            |             |             |  |  |              |                      |                      |              |              |  |
|  | 2           | Steve Darcis               | Steve Darcis               | 6           | 6           |  |  |              |                      |                      |              |              |  |
|  | WC          | Sarp Ağabigün              | Sarp Ağabigün              | 2           | 2           |  |  | 2            | Steve Darcis         | Steve Darcis         | 6            | 6            |  |
|  | PR          | Carlos Gómez-Herrera       | Carlos Gómez-Herrera       | 6           | 7           |  |  | PR           | Carlos Gómez-Herrera | Carlos Gómez-Herrera | 3            | 3            |  |
|  | 7           | Marcelo Tomás Barrios Vera | Marcelo Tomás Barrios Vera | 1           | 6(0)        |  |  |              |                      |                      |              |              |  |

### Sezione 3
|  | Primo turno | Primo turno      | Primo turno      | Primo turno | Primo turno |  |  | Ultimo turno | Ultimo turno     | Ultimo turno | Ultimo turno | Ultimo turno |  |
|  |             |                  |                  |             |             |  |  |              |                  |              |              |              |  |
|  | 3           | Gonçalo Oliveira | Gonçalo Oliveira | 6           | 6           |  |  |              |                  |              |              |              |  |
|  |             | Luke Saville     | Luke Saville     | 3           | 4           |  |  | 3            | Gonçalo Oliveira | 4            | 6            | 65           |  |
|  |             | Aldin Šetkić     | Aldin Šetkić     | 5           | 3           |  |  | 6            | Kevin Krawietz   | 6            | 3            | 7            |  |
|  | 6           | Kevin Krawietz   | Kevin Krawietz   | 7           | 6           |  |  |              |                  |              |              |              |  |

### Sezione 4
|  | Primo turno | Primo turno        | Primo turno | Primo turno | Primo turno |  |  | Ultimo turno | Ultimo turno       | Ultimo turno       | Ultimo turno | Ultimo turno |  |
|  |             |                    |             |             |             |  |  |              |                    |                    |              |              |  |
|  | 4           | JC Aragone         | JC Aragone  | 6           | 6           |  |  |              |                    |                    |              |              |  |
|  | Alt         | Tim Pütz           | Tim Pütz    | 1           | 4           |  |  | 4            | JC Aragone         | JC Aragone         | 6            | 6            |  |
|  |             | Ante Pavić         | 64          | 7           | 68          |  |  | 5            | Marc-Andrea Hüsler | Marc-Andrea Hüsler | 1            | 4            |  |
|  | 5           | Marc-Andrea Hüsler | 7           | 64          | 7           |  |  |              |                    |                    |              |              |  |